# Quema de las Gamonitas
La Quema de las Gamonitas es una festividad popular de carácter anual que se celebra en varios municipios de la provincia de Huelva la noche del 7 de diciembre, en la víspera del día de la Inmaculada Concepción. Esta denominación es usada en El Condado de Huelva, donde es celebrada en Rociana del Condado y en Bollullos Par del Condado, mientras que en los municipios de Zalamea la Real y Zufre este festejo es conocido como la Noche de las Candelas. Esta celebración representa el inicio de las fiestas navideñas en aquellos municipios donde se realiza.
Esta festividad consiste en prender fuego formando hogueras a los haces recogidos de la planta herbácea de la especie Asphodelus fistulosus, conocida como gamonita o gamón común, la cual posee hojas erectas, largas, casi cilíndricas, que alcanzan más de cincuenta centímetros de altura, por lo que son muy apropiadas para hacer fogatas con ellas, junto con restos de la poda de los cultivos.

## Origen
Desde mediados del siglo XIII en Andalucía se tiene conocimiento de celebraciones en torno a la figura de la Inmaculada Concepción, generalizándose su culto a partir del siglo XV gracias a las órdenes franciscanas, que apoyaban la «teoría inmaculista», aquella que considera que la madre de Jesús de Nazaret estaba libre del pecado original. La Contrarreforma y las manifestaciones artísticas del Barroco andaluz, en las que la Inmaculada fue representada abundantemente, junto con la propaganda de la Orden Franciscana, crearon un clima de apoyo popular hacia las tesis inmaculistas y en contra de sus opositores. Ante la agitación popular, en 1617 el papa Paulo V, a instancias de Felipe III, emitió una bula por la que se favorecía el culto público a la Inmaculada Concepción. En 1696 el papa Inocencio XII equiparó la Festividad de la Inmaculada con la Natividad y la Asunción de María. En 1760, el papa Clemente XIII nombró a la Inmaculada Concepción patrona de España. Finalmente, en el año 1854, el papa Pio IX proclamó el dogma de la Inmaculada Concepción. Para esa época, los festejos en torno a la Inmaculada ya gozaban de una larga tradición en muchas localidades andaluzas.

## Descripción por municipios

### Rociana del Condado
La Quema de las Gamonitas en Rociana del Condado figura en el Catálogo General del Patrimonio Histórico Andaluz con número de identificación 3103007. Tradicionalmente las gamonitas se recogían días o semanas antes de los zonas rurales próximas a la localidad, especialmente en las vaquerizas y en los pinares, por parte de los cabezas de familia que realizaban labores agrícolas o por las familias junto a los niños. Hoy en día, la mayoría de las familias compran los haces de gamonitas ya preparados en el mercadillo local.
Al finalizar la misa de la tarde en la víspera de la Inmaculada, cuando oscurece y comienzan a repicar las campanas de la Iglesia de San Bartolomé, da comienzo la formación de las hogueras en las puertas de las casas y otros lugares de las calles, prendiendo fuego a los haces de gamonitas, manteniéndolos agarrados en las manos como antorchas hasta que son arrojados a la candela. Alrededor de estas hogueras se congregan los vecinos, compartiendo dulces caseros como gañotes o buñuelos junto con vino de mistela de la zona. A partir de ese día las reuniones de jóvenes inauguran sus "garitos", aquellos solares o estancias donde se encuentran para celebrar las navidades con sus reuniones de amigos.
Desde mediados de los años noventa y hasta el año 2006, la Hermandad de la Virgen del Socorro, patrona de la localidad, a instancias del por aquel entonces párroco de la localidad, estuvo celebrando este festejo en la Plaza de la Constitución, junto a la Iglesia, con la intención de fomentar el carácter religioso de esta celebración. Además ese día la hermandad comenzó a inaugurar su portal de Belén acompañado de un coro de campanilleros. A partir del año 2007 este acto se trasladó a la puerta de la ermita de Nuestra Señora del Socorro, debido a las reformas de la mencionada plaza. Paulatinamente, otras hermandades se han ido sumando a esta iniciativa, entre ellas las Hermandades de la Cruz de la Calle La Fuente y de la Cruz de Arriba, las cuales realizan una hoguera en la puerta de su capilla e invitan a sus fieles a dulces, chocolate y mistela para dar la bienvenida a la Navidad.
Antiguamente los niños recopilaban todo aquello susceptible de ser quemado, como maderas o cartones, siendo habitual aprovechar la ocasión, como en otros rituales de renovación y purificación, para quemar la ropa y los muebles viejos. Otra costumbre que se ha perdido es la de las luminarias que se encendían tras la Quema, colocando en balcones y ventanucos de los doblados faroles de aceite y velones para conmemorar el día de la Inmaculada. Hasta no hace muchos años, las mujeres mayores en aquellos hogares donde ya no vivían niños, conservaban la tradición de salir a la puerta de su casa mientras repicaban las campanas de la iglesia para encender una vela que sustituía a la quema de las gamonitas.
Se desconoce el origen de esta festividad, pero coexisten dos interpretaciones sobre los hechos que se conmemoran ese día. La explicación pagana sostiene que lo que se rememora es la superación de la enfermedad de la lepra y la quema de las ropas como una medida de desinfección, que la Iglesia reinterpretó y unió a la Festividad de la Inmaculada mientras que la interpretación religiosa, mantiene que lo que se celebra es la purificación del espíritu a través del fuego que ilumina los cielos como tributo a la Virgen de la Inmaculada en las vísperas de su festividad.

### Bollullos Par del Condado
En este municipio la Quema de las Gamonitas se realiza en honor a su patrona, la Virgen de las Mercedes, con similar desarrollo al descrito en Rociana. Tras la misa en la víspera del día de la Inmaculada, los vecinos forman hogueras con los haces de gamonitas, las cuales se pueden contar por centenares. El origen de la tradición según los oriundos, está en un milagro atribuido a su patrona en 1855, cuando fue sacada en procesión para detener la expansión de la epidemia de cólera, época en la que los médicos recomendaban la quema de plantas herbáceas aromáticas en las calles para controlar la epidemia. La unión de ambos actos terminó en la celebración actual, sustituyendo las plantas herbáceas por el gamón común. Junto a la quema de las hogueras, es habitual el comienzo de los villancicos por los campanilleros de la localidad o la exposición de los portales de belén.

### Zalamea la Real
A mediodía del Día de las Candelas, desde el balcón de la Iglesia de la Asunción se arrojan caramelos para los niños de la localidad. Tras la misa de la tarde, el repique de las campanas da inicio a la quema de las «jachas» o «hachas» (haces) de gamonitas. A finales del siglo XX esta tradición experimentó una bajada en el seguimiento de la celebración por parte de la población, por lo que el ayuntamiento decidió organizar un concurso para fomentar su permanencia, revitalizando así la tradición. Desde entonces, muchas candelas son adornadas con guirnaldas, banderolas, muñecos o maquetas. Tras la quema, es habitual que los vecinos o grupos de amigos realicen barbacoas con productos de la zona aprovechando las brasas de las gamonitas. Esta fiesta tiene su origen en 1761, un año después de la proclamación de la Inmaculada como patrona de España, cuando se instauró la costumbre de instalar luminarias en puertas y ventanas en la víspera de su festividad.En sus aldeas también se celebra esta tradición, como en El Buitrón, Marigenta, Membrillo Alto, y las demás aldeas de Zalamea la Real. 

### Zufre
En Zufre las brasas de las gamonitas quemadas durante la Noche de las Candelas se aprovechan para hacer tostadas con manteca y asar sardinas y chorizos. En esta localidad, los haces de gamonitas se denominan «abelorios», los cuales se pasean por las calles del pueblo tras ser prendidas con fuego a modo de antorchas hasta arrojarlas a las hogueras dispersas por algunas de sus calles. Desde 1999 el Ayuntamiento realiza una gran candela principal en la plaza de la Iglesia, acompañada de bebidas y comida, convirtiéndose en una de las celebraciones más importantes del municipio.